# Ligier
Pour les articles homonymes, voir Ligier (homonymie).
Automobiles Ligier (devenu Ligier Group) est un constructeur automobile français, basé à Abrest (Auvergne-Rhône-Alpes), spécialisé dans la construction de voiturettes sans permis. Ligier est aussi connu depuis 1969 comme constructeur de voitures de course, avec notamment une forte implication dans le championnat du monde de Formule 1 entre 1976 et 1996.
Ligier Group est constitué en 2014 par la fusion d'Automobiles Ligier et de Microcar, son concurrent qu'il avait absorbé en 2008,.
Dans le domaine de la compétition, depuis 2013 c'est Onroak Automotive (devenue en 2018 Ligier Automotive), basée à Magny-Cours (Nièvre), qui utilise le nom Ligier pour ses voitures. Cette entreprise résulte, d'une part d'une collaboration entre Ligier et Automobiles Martini, d'autre part d'un rapprochement en 2013 entre l'entité Ligier-Martini et Onroak Automotive, appartenant à Jacques Nicolet. Elle propose des voitures de Sport-prototypes pour les courses d'endurance ou les courses de côte (LMP3, LMP2, CN).

## Histoire

### Fondation et premiers parcours en sport automobile
Ligier est fondée en 1969 par Guy Ligier, pilote automobile qui a disputé douze Grands Prix de Formule 1 entre 1966 et 1967. Avant d'être constructeur d'automobiles, Guy Ligier a créé, avec d'autres associés, Ligier Travaux Publics, une entreprise basée à Vichy qui a décroché de nombreux marchés de travaux autoroutiers, ponts, barrages et autres aménagements du territoire.
À sa fondation, la marque Ligier est destinée à construire une voiture de course susceptible de briller à la fois en rallyes et sur circuit. Après quelques belles performances en endurance et une victoire au Tour de France automobile, Ligier s'engage en Formule 1 à partir de 1976 et y rencontre le succès entre 1979 et 1981. À partir de 1992, Guy Ligier vend progressivement la majorité puis la totalité de ses parts dans l'écurie, qui prend le nom de Prost Grand Prix en 1997.
Toutes les Ligier de course ont comme nom de modèle un nombre précédé des initiales « JS », en hommage au pilote Jo Schlesser, grand ami de Guy Ligier, qui s'est tué lors du Grand Prix de France 1968.

### Retour à la course dans les années 2000
En 2004, Guy Ligier achète une part majoritaire dans les Automobiles Martini puis, l'année suivante, effectue un retour à la compétition avec la JS49, prototype de course répondant à la réglementation du championnat d'endurance VdeV. Ligier conçoit également une Formule 3 qui n'est toutefois jamais engagée en course.

### 2013: Rapprochement avec Onroak Automotive
Après l'annonce de la création de la nouvelle catégorie LMP3 par l'ACO, Onroak Automotive, le département constructeur de OAK Racing, s'associe en 2013 avec Ligier pour proposer à la vente une gamme complète de prototypes : CN, LMP3, LMP2 et LMP1 et utiliser le nom Ligier. En 2018, cette entreprise prend le nom de Ligier Automotive.

### Spécialisation dans les voiturettes sans permis
Parallèlement à son engagement en sport automobile, la marque automobile se fait connaître au fil des années par la conception de voiturettes ne nécessitant pas le permis de conduire. Cette activité devient la seule activité de Ligier Group après la prise en charge des activités compétitions par Onroak Automotive (devenue Ligier Automotive).
En janvier 2025, Ligier annonce la fermeture de son usine en Vendée pour concentrer sa production exclusivement en Auvergne, entrainant ainsi la suppression de 125 postes sur 145 et la création simultanée de postes sur le site historique d'Abrest.

## Activité, rentabilité, effectif de l'entreprise Ligier Group
|                                        | 2014   | 2015   | 2016    | 2017 | 2018    |
| -------------------------------------- | ------ | ------ | ------- | ---- | ------- |
| Chiffre d'affaires en milliers d'euros | 82 376 | 93 311 | 135 817 | nc   | 136 248 |
| Résultat en milliers d'euros           | 3 408  | 916    | 11 524  | nc   | 6 914   |
| Effectif moyen annuel                  | 245    | 284    | 334     | nc   | 380     |

## Ligier et les courses d'endurance

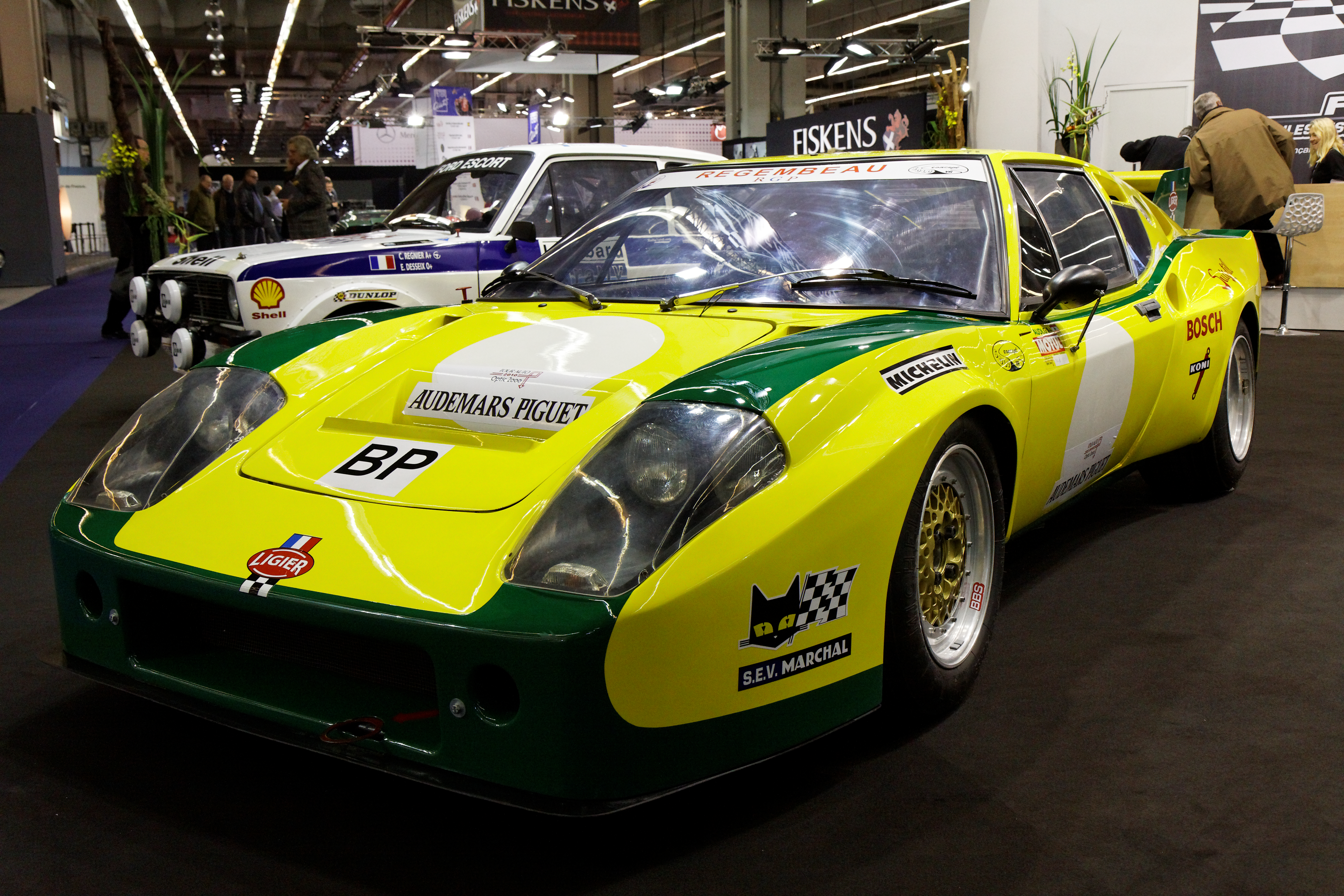
Une Ligier-Maserati JS2 GT (24 Heures du Mans, années 1970).

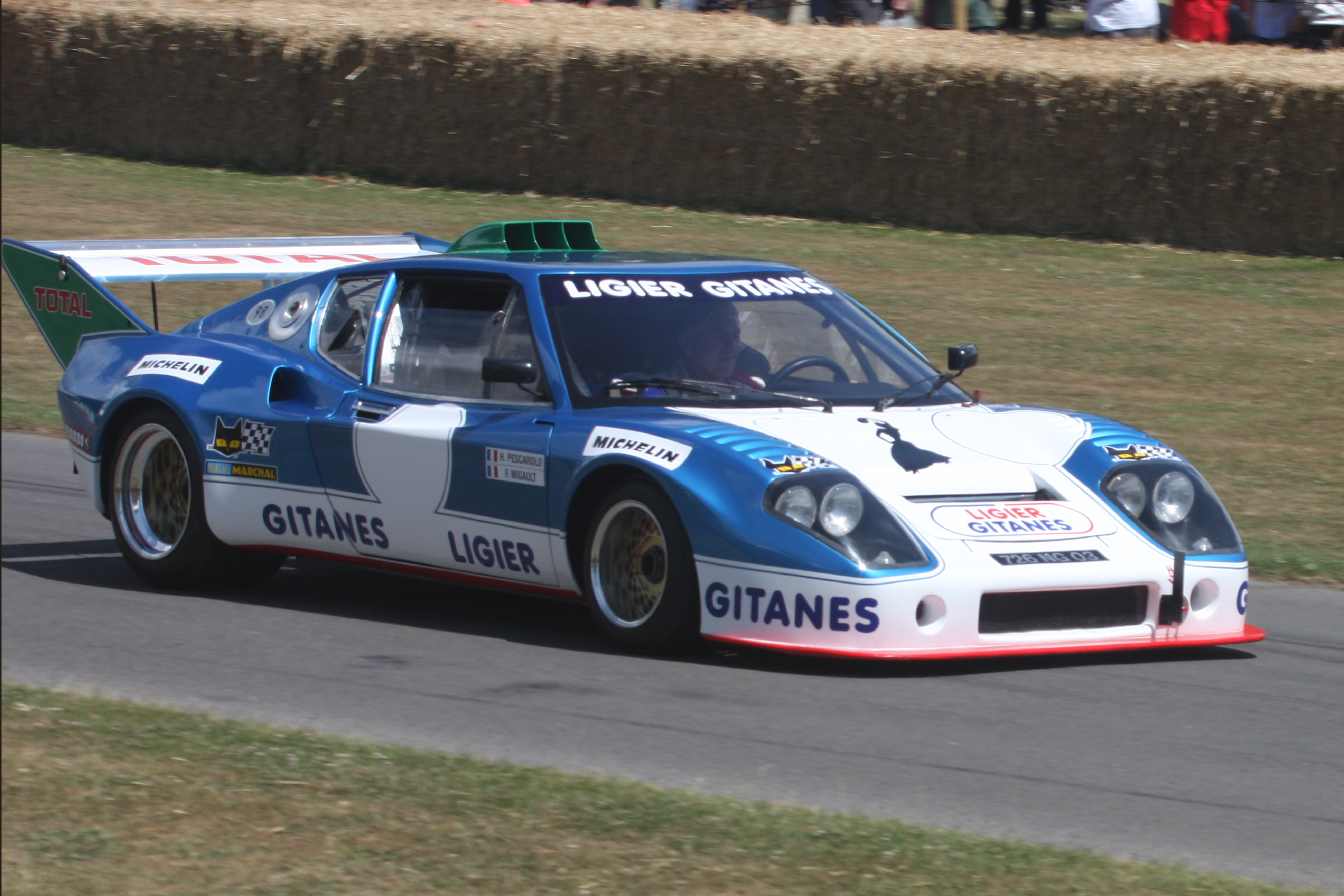
La Ligier JS2 de 1975 (présentée ici à Goodwood en 2009).

L'écurie participe aux 24 Heures du Mans de 1970 à 1975.
Au Mans, en 1970, elle engage une JS1 dotée d'un moteur Ford Cosworth FVC d'1,8 L de cylindrée, et en 1971, une barquette JS3 à moteur V8 Cosworth de F1, conçue par Michel Tétu. De 1972 à 1975, une dizaine de JS2 sont engagées, d'abord propulsées par des moteurs Maserati V6 de 3 L de cylindrée, puis en 1975 par un Ford Cosworth V8 de 3 L.
Elle remporte le Tour de France automobile 1974 (mélange d'épreuves sur circuit et de parcours chronométrés sur route) avec Gérard Larrousse, Jean-Pierre Nicolas et Johnny Rives sur Ligier JS2.

### 24 Heures du Mans
- 1970 : abandon de la Ligier JS1 no 50 avec Guy Ligier et Jean-Claude Andruet.
- 1971 : la Ligier JS3 no 24 de Guy Ligier et Patrick Depailler est non-classée (distance parcourue insuffisante).
- 1972 : abandon de la Ligier JS2 no 21 avec Guy Ligier et Jean-François Piot, de la Ligier JS2 no 22 avec Pierre Maublanc et Jacques Laffite et de la Ligier JS2 no 56 avec Claude Laurent, Jacques Marche et Martial Delalande.
- 1973 : abandon de la Ligier JS2 no 19 avec Jean-Pierre Paoli et Alain Couderc et de la Ligier JS2 no 62 avec Guy Ligier et Jacques Laffite.
- 1974 : 8e place de la Ligier JS2 no 15 avec Jacques Laffite et Alain Serpaggi et abandon de la Ligier JS2 no 14 avec Guy Chasseuil et Michel Leclère.
- 1975 : 2e place de la Ligier JS2 no 5 avec Jean-Louis Lafosse et Guy Chasseuil, abandon de la Ligier JS2 no 6 avec Henri Pescarolo et François Migault et abandon de la Ligier JS2 no 97 avec Jean-Pierre Beltoise et Jean-Pierre Jarier.

### Sport-Prototypes Groupe CN
La Ligier JS49 remporte le Championnat VdeV en 2008 avec Julien Schell et David Caussanel.

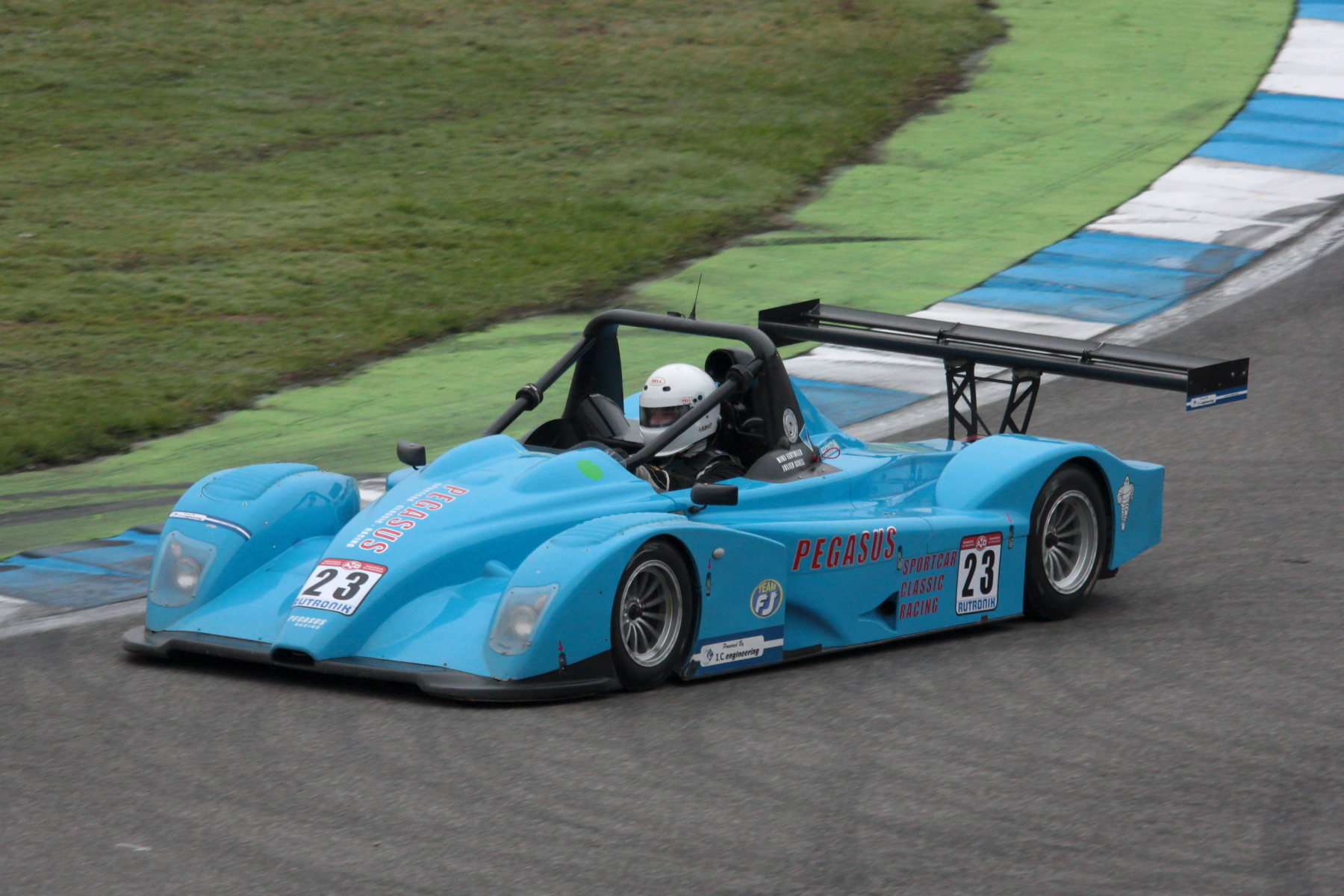
Ligier JS51.
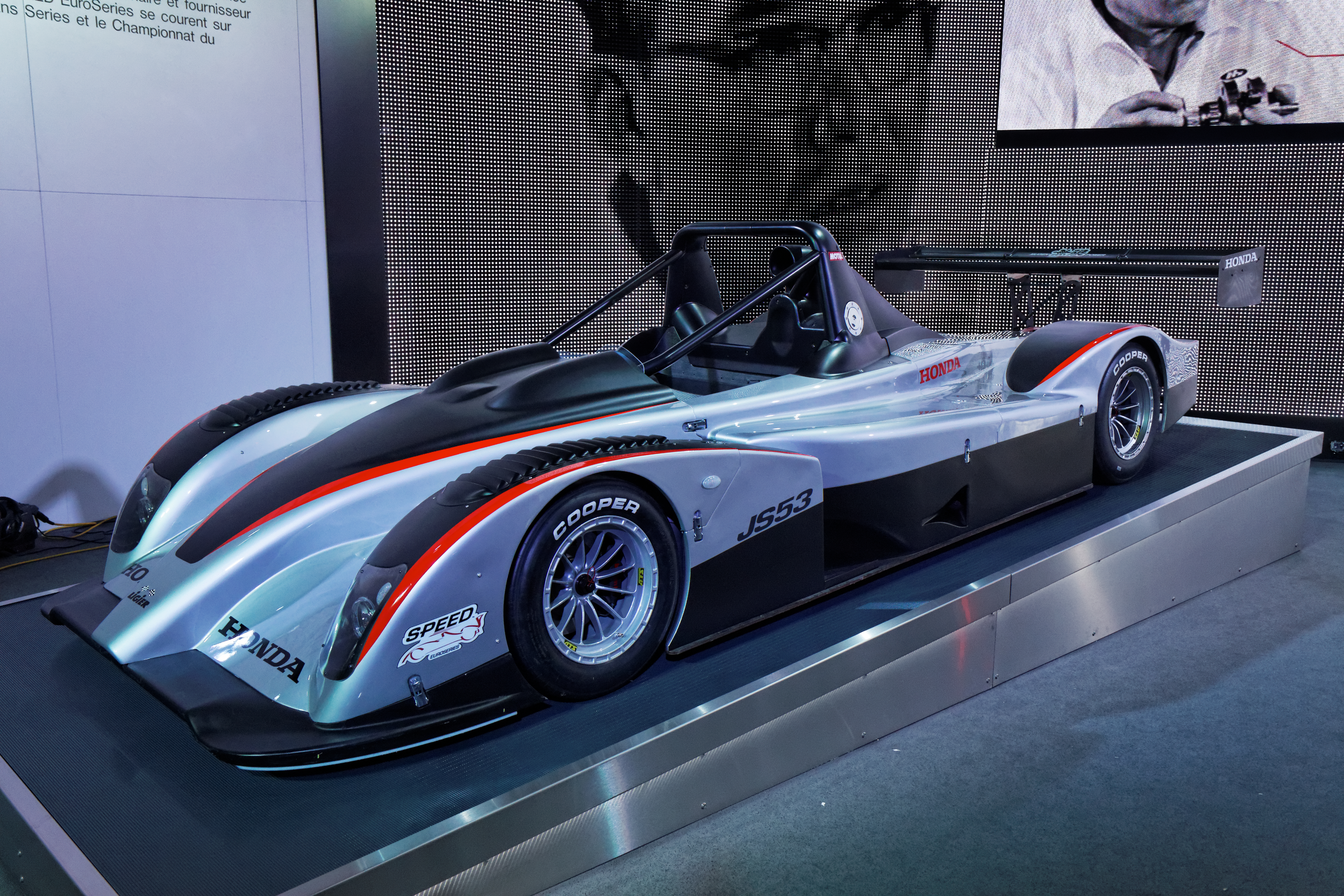
Ligier JS53.

## Ligier et la Formule 1

### Les débuts (1976 - 1978)
À partir de 1976, Guy Ligier devient constructeur de Formule 1 et engage sa marque au Championnat du monde avec le soutien de la SEITA et du motoriste Matra Sports. Si Jean-Pierre Beltoise effectue les premiers essais et les réglages de base, Jacques Laffite est finalement retenu comme pilote. Les premiers résultats sont encourageants puisque l'écurie « bleu de France » décroche grâce à Laffite plusieurs podiums dès 1976.
En 1977, la jeune équipe peine à confirmer les résultats de la saison précédente et enchaîne les contre-performances jusqu’au Grand Prix de Suède où, parti dans l’anonymat du peloton, Laffite décroche la première victoire des « Bleus » au terme d’une remontée inespérée. Ce succès est la seule performance notable de l'année.
La saison 1978 n’étant guère meilleure, Matra quitte la Formule 1, ce qui oblige Ligier à se tourner vers le moteur Ford-Cosworth pour 1979.

### Les grandes années Ligier (1979 - 1981)

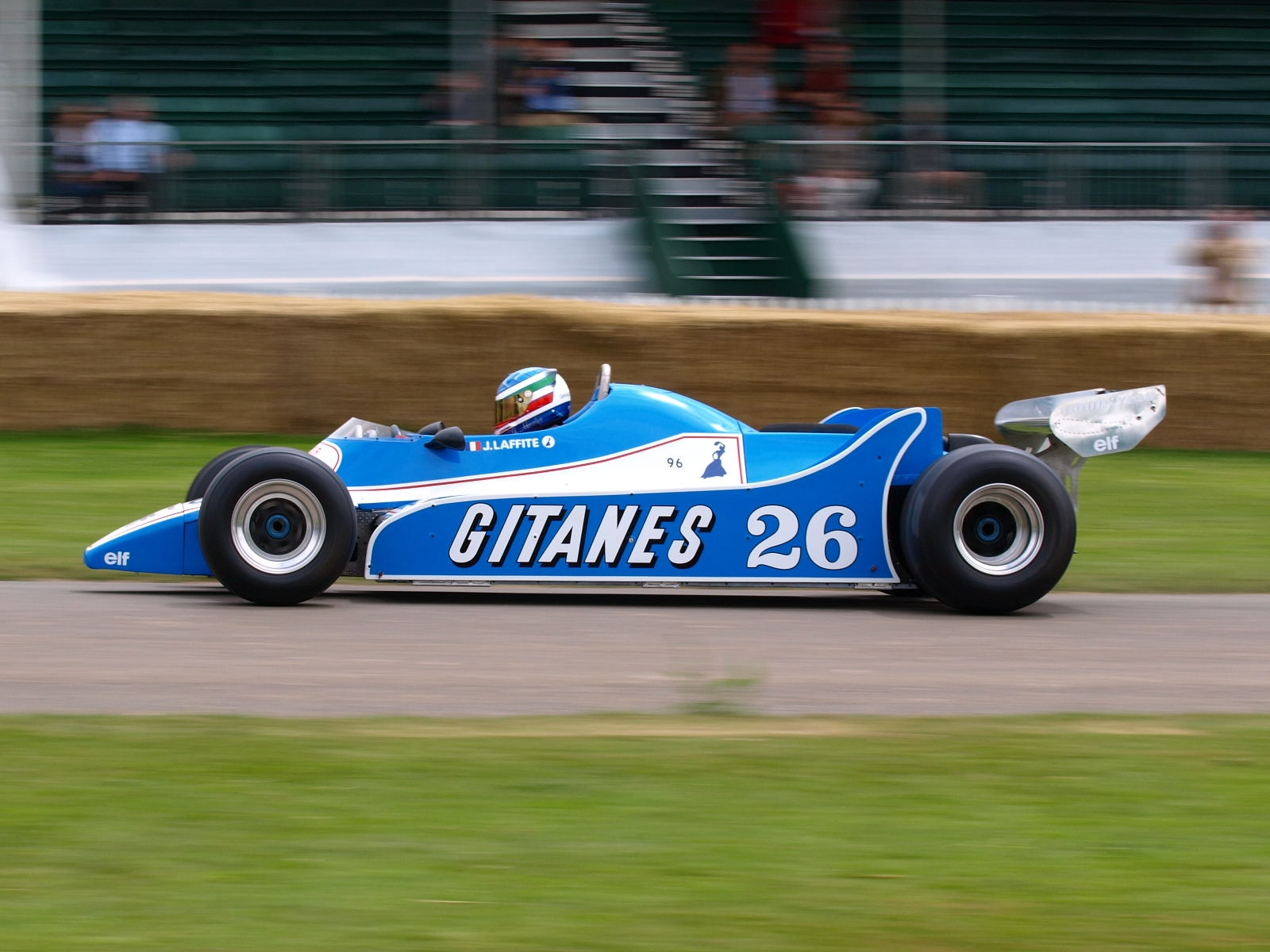
La Ligier JS11 de Jacques Laffite (présentée ici à Goodwood en 2008).

1979 marque le début de la plus belle période de l'histoire Ligier grâce à un châssis de qualité. La JS11 dessinée par l’ingénieur Gérard Ducarouge a parfaitement intégré le principe de l’effet de sol si bien exploité l'année précédente par la Lotus 79. Grâce à l'efficace duo de pilotes Jacques Laffite-Patrick Depailler, Ligier fait main basse sur le début de championnat et remporte trois des cinq premières manches de la saison.
Cette domination ne dure pourtant pas. Réputé pour ses qualités de mise au point, Depailler se blesse grièvement dans un accident de deltaplane peu avant la mi-saison. Combiné à des ressources budgétaires limitées, cet accident perturbe le développement de la JS11, inexorablement débordée par les Ferrari et les Williams au fil de l'année. L'écurie française termine à la troisième place du championnat, avec 61 points.
En 1980, Ligier avec le duo Jacques Laffite-Didier Pironi confirme son bel état de forme avec deux nouvelles victoires et une présence constante aux avant-postes, sans pouvoir toutefois se mêler à la lutte pour le titre mondial. Elle termine vice-championne du monde derrière Williams, ce qui restera son meilleur classement en Formule 1.
En 1981, l’équipe, qui bénéficie de l’implication du groupe PSA Peugeot Citroën via Talbot-Matra, connaît un début de saison très moyen. Les résultats décollent à partir de la fin du printemps quand Laffite enchaîne les places d’honneur et remporte deux victoires qui le relancent de manière inespérée dans la lutte pour le titre mondial. À la veille du dernier Grand Prix de la saison à Las Vegas, il est troisième du championnat avec une réelle chance mathématique d’être titré. Mais il doit finalement se contenter de la quatrième place au classement général.

### Sur la pente descendante

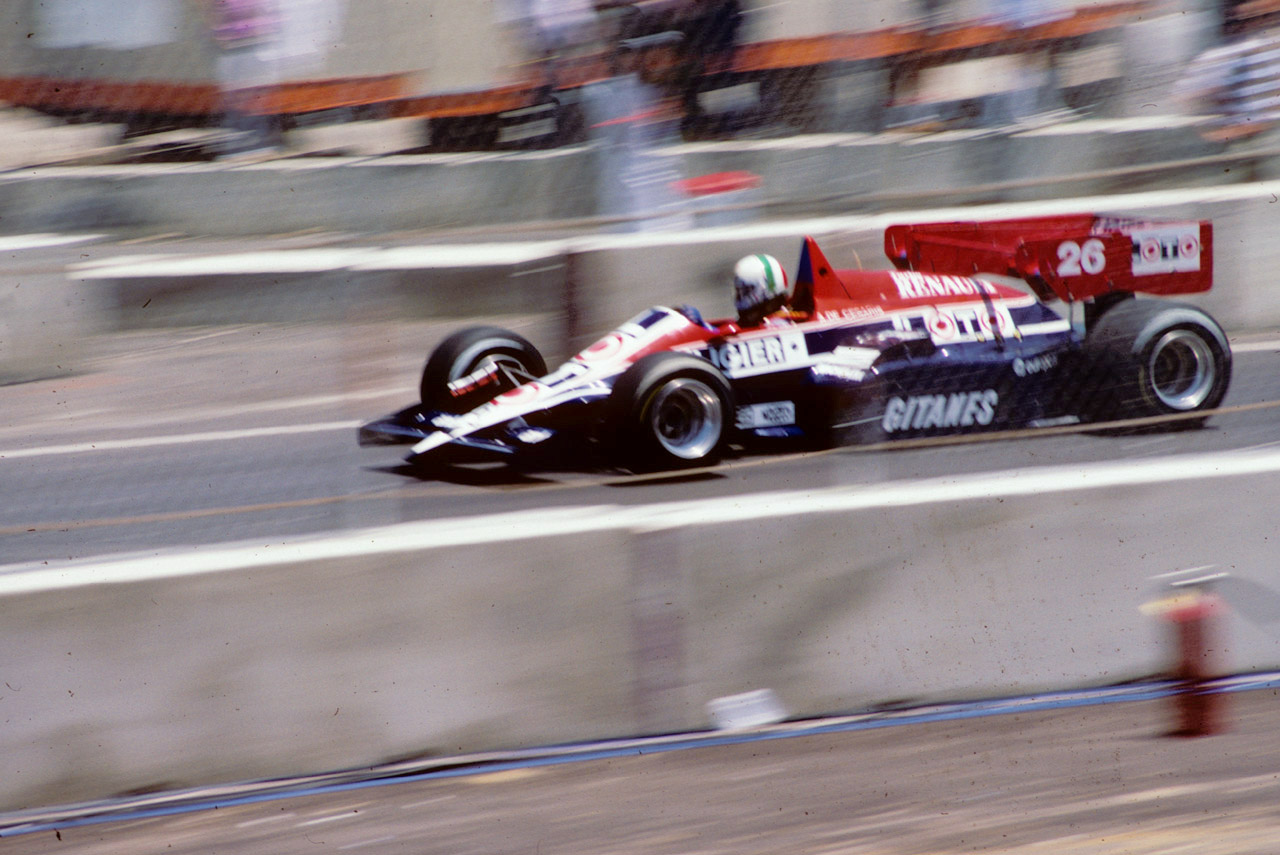
Andrea De Cesaris sur Ligier JS23 en 1984 à Dallas.

La saison 1982 marque le début du déclin de Ligier. Les voitures ne marquent des points qu'à cinq reprises dans l'année. Eddie Cheever prend le dessus sur Laffite avec trois podiums contre un. L'équipe termine huitième du championnat et subit les départs de Laffite vers Williams et de Cheever vers Renault, ainsi que la fin du soutien de Peugeot : Ligier n'aura pas de moteur turbo, solution technique devenue indispensable, à cette époque, pour réussir.
En 1983, avec un V8 Cosworth, Jean-Pierre Jarier et Raul Boesel ne marquent aucun point ; c'est la pire saison de l'histoire de Ligier. En 1984, l’équipe bénéficie enfin d’un moteur V6 turbocompressé Renault mais ne parvient pas à l'utiliser efficacement. Avec seulement trois points glanés en début de saison, Ligier se classe dixième du championnat du monde.
En 1985, Laffite revient et l'équipe progresse. Les deuxième et troisième places décrochées au dernier Grand Prix en Australie permettent à Ligier de décrocher la sixième place au championnat. En 1986, les « Bleus de France » confirment leur retour aux avant-postes. Après le Grand Prix national, ils sont quatrième du championnat avec notamment deux podiums. Mais à Brands Hatch, Laffite est victime d'un grave accident qui met un terme à sa carrière. Philippe Alliot et René Arnoux ne marquent que six points. Ligier termine cinquième du championnat mais est victime d'un nouveau coup dur puisque Renault quitte la Formule 1 à la fin de la saison.
En 1987, Ligier pense avoir trouvé une solution de rechange intéressante avec Alfa Romeo, mais le rachat d'Alfa par FIAT, déjà présent via Ferrari, change la donne. Prétextant des déclarations maladroites de René Arnoux à la presse italienne, Alfa abandonne Ligier à quelques jours du début de la saison 1987, obligeant l’écurie française à se tourner in-extremis vers Megatron qui développe les anciens blocs BMW turbo. Ligier poursuit sur le rythme de la fin de saison dernière, ne marquant qu'un seul point en Belgique pour se classer onzième du championnat.
En 1988, Ligier est contraint de passer au moteur Judd, qui n'est pas performant. La voiture ne compense pas les carences du bloc britannique et Ligier ne marque aucun point. En 1989, les moteurs turbo sont interdits et Ligier n'est plus aussi désavantagé avec son bloc Cosworth. L'équipe ne parvient pourtant à marquer que trois points au Canada et en France, terminant quatorzième du championnat.
En 1990 et en 1991, avec le Cosworth puis le moteur Lamborghini, les bleus ne marquent aucun point. Les JS33B, JS35 et JS35B ne sont pas performantes, les voitures partent en fond de grille et ne parviennent pas à remonter en course.

### Nouveaux propriétaires

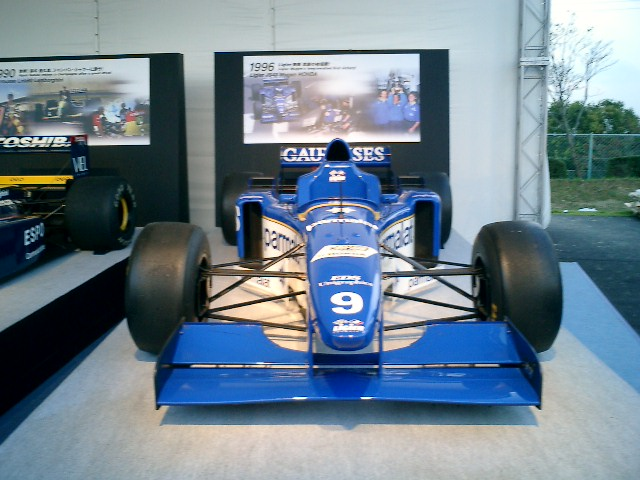
La Ligier JS43 de 1996.

En 1992, Ligier bénéficie de l’apport du meilleur moteur du plateau, le V10 Renault. Pourtant, alors que Williams F1 Team domine le championnat avec ce bloc, les Ligier n'ont marqué que six points à la mi-saison et ce jusqu'à la manche finale. Guy Ligier revend la majorité de ses parts à l’entrepreneur Cyril de Rouvre, déjà vu en Formule 1 en tant que propriétaire de l'écurie AGS de 1989 à 1991. Celui-ci profite de l'intérêt de Benetton Formula et McLaren pour le moteur Renault pour négocier une aide technique et financière de Williams afin de conserver son moteur et ne pas renforcer la concurrence.
Profitant de l'antipatinage fourni par Williams, Ligier retrouve un nouveau souffle et la saison 1993 marque le retour des voitures bleues qui marquent des points régulièrement avec notamment trois podiums et terminent le championnat à la cinquième place, le meilleur résultat depuis 1986. Mais de Rouvre quitte l'écurie à l'issue de la saison en raison d'ennuis judiciaires.
En 1994, les aides au pilotage sont interdites et le moteur Renault ne suffit pas à masquer les carences de la voiture qui n'a marqué aucun point à mi-saison. Au printemps, Flavio Briatore, patron de Benetton rachète Ligier : plus rien ne s'oppose désormais au transfert du moteur Renault chez Benetton pour 1995. Briatore installe Tom Walkinshaw à la tête de Ligier et la saison 1994 n'est sauvée qu'au Grand Prix d'Allemagne où les voitures terminent deuxième et troisième après un carambolage au premier virage. Les nouveaux points inscrits en Hongrie et en Australie permettent à l'équipe de terminer sixième du championnat.
En 1995, Ligier perd le moteur Renault qui est remplacé par un bloc Mugen-Honda, mais bénéficie d'une étroite collaboration technique avec Benetton qui vient de remporter le titre avec Michael Schumacher. L'équipe reproduit ses bonnes performances de 1993 avec deux podiums en Belgique et en Australie et termine cinquième du championnat constructeur. Au cours de l'intersaison, Tom Walkinshaw tente de racheter Ligier, mais le tollé médiatique provoqué en France par un tel projet (un déménagement en Angleterre est évoqué) le pousse à quitter l’écurie début 1996.
En 1996, Briatore délaisse totalement l'écurie. Pour équilibrer le budget, le pilote payant Pedro Diniz est recruté pour épauler Panis. Le début de saison est difficile, Panis ne parvenant à marquer qu'un seul point sous le déluge brésilien. À la surprise générale, le pilote français remporte le Grand Prix de Monaco alors qu'il partait quatorzième. Si la fin de saison n'est pas aussi fructueuse avec quatre points supplémentaires, cette victoire relance l'intérêt médiatique pour la marque en France. Alain Prost qui avait déjà tenté de racheter l'écurie en 1992 et 1995, y parvient le 14 février 1997, un mois avant le début de la saison 1997 : Prost Grand Prix est né.

## Ligier automobiles
Après la commercialisation du coupé Ligier JS2 qui connut une certaine notoriété dans les années 1970, Ligier développe avec succès une ligne de voiturettes, pour la plupart à conduire sans permis.

### Voiture autonome
- EasyMile EZ 10.

### Voitures sans permis
La catégorie voiturette — dite voiture sans permis — est partagée entre deux filiales : Ligier VSP et Ligier Professional.
- Ligier JS4/6/8/10, Série 5 : la première voiture sans permis de Ligier a été lancée en 1980. Cette JS4 a par la suite évolué en JS6 puis Série 5. La JS8 est une version avec permis, également disponible découverte pour la plage.
- Ligier Série 7/Optima/Prima (1987 - 1995).
- Ligier 162/Ambra (1995 - 2002).
- Ligier Nova : (2002 -).
- Ligier Be Up : (2000 -).
- Ligier X-Too (2004 - 2010)[11].
- Ligier IXO (2010 -2014)[11].
- Ligier JS RC (2012 - 2016) : il s'agit d'un coupé dérivé de la Microcar M.Go[12].
- Ligier JS50 (2012-) : lancée en 2012, cette voiture sans permis se distingue par un style inspiré de la Citroën DS3. Une version longue a fait son apparition en 2014, pour remplacer l'Ixo. Un profond restylage a lieu en 2017[13],[14].
- Ligier JS60 (2020-) : présenté en septembre 2020, ce modèle haut de gamme reprend les codes des SUV en affichant des dimensions qui correspondent au maximum autorisé dans la catégorie[15].
- Ligier Pulse 2 (2025-) : présenté en octobre 2024 lors du Mondial de l'Automobile, ce vélo cargo est proposé en plusieurs dimensions et reprend de nombreuses spécificités techniques du Pulse 3[16].
- Ligier Pulse 3 (2014-) : ce scooter électrique à trois roues est destiné aux professionnels et équipe notamment les postes européennes[17].
- Ligier Pulse 4 (2013-) : ce véhicule utilitaire léger électrique est proposé aux professionnels et collectivités locales en version sans permis et avec permis[18].
- Ligier Myli (2023-): Voiture sans permis électrique accessible à partir de 14 ans, qui peut accueillir deux personnes et rouler jusqu'à 45 km/h[19],[20]. Elle est prévue d'être produite à 20 000 exemplaires dans l'année dans l'usine d'Abrest (département de l'Allier)[21].
- Nouvelle Ligier JS50 (2025-) : lancée en 2025, ce modèle reprend la dénomination célèbre de la marque JS50 et est proposé en version thermique et électrique[22].

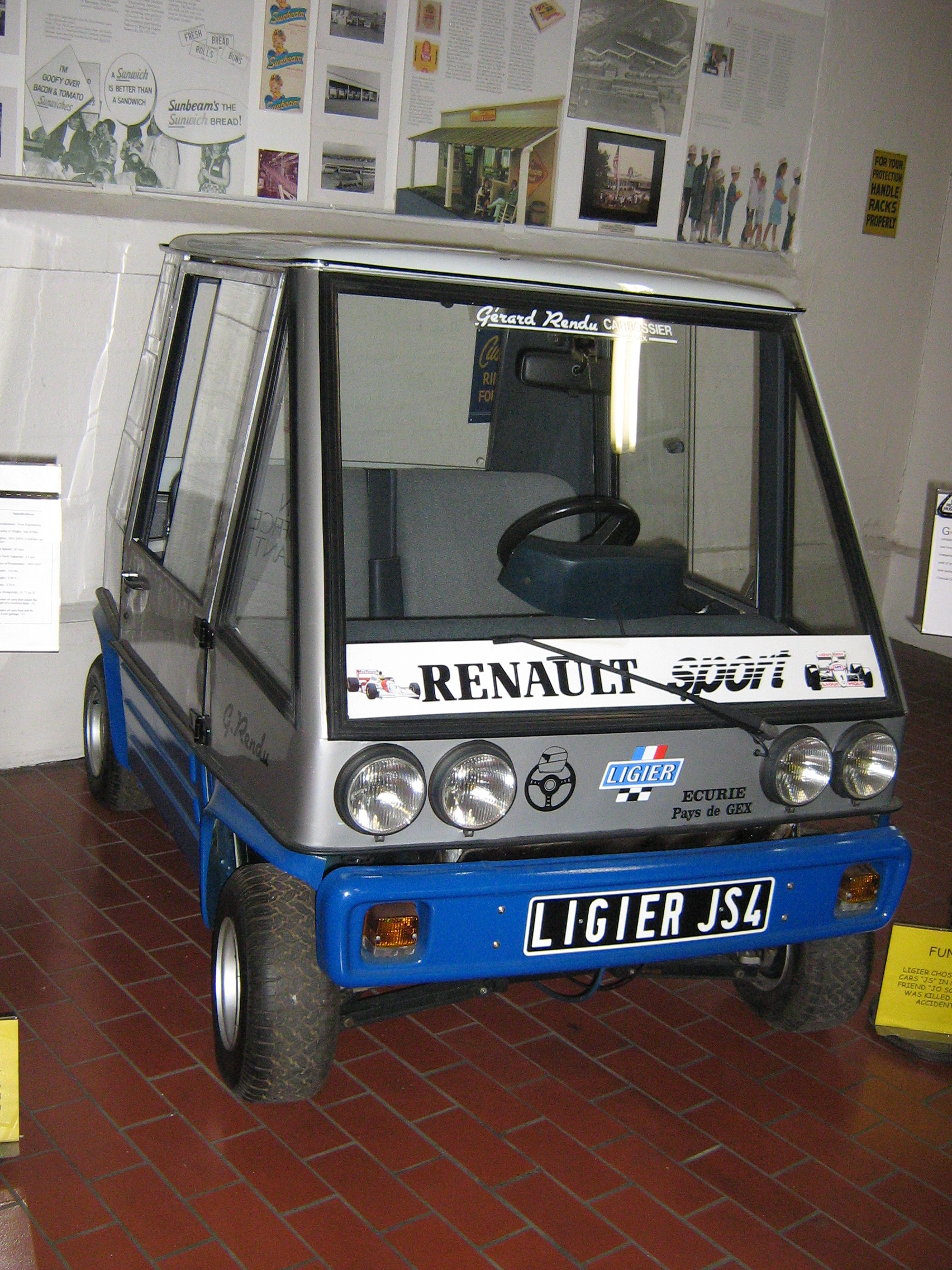
Ligier JS4 (1980).
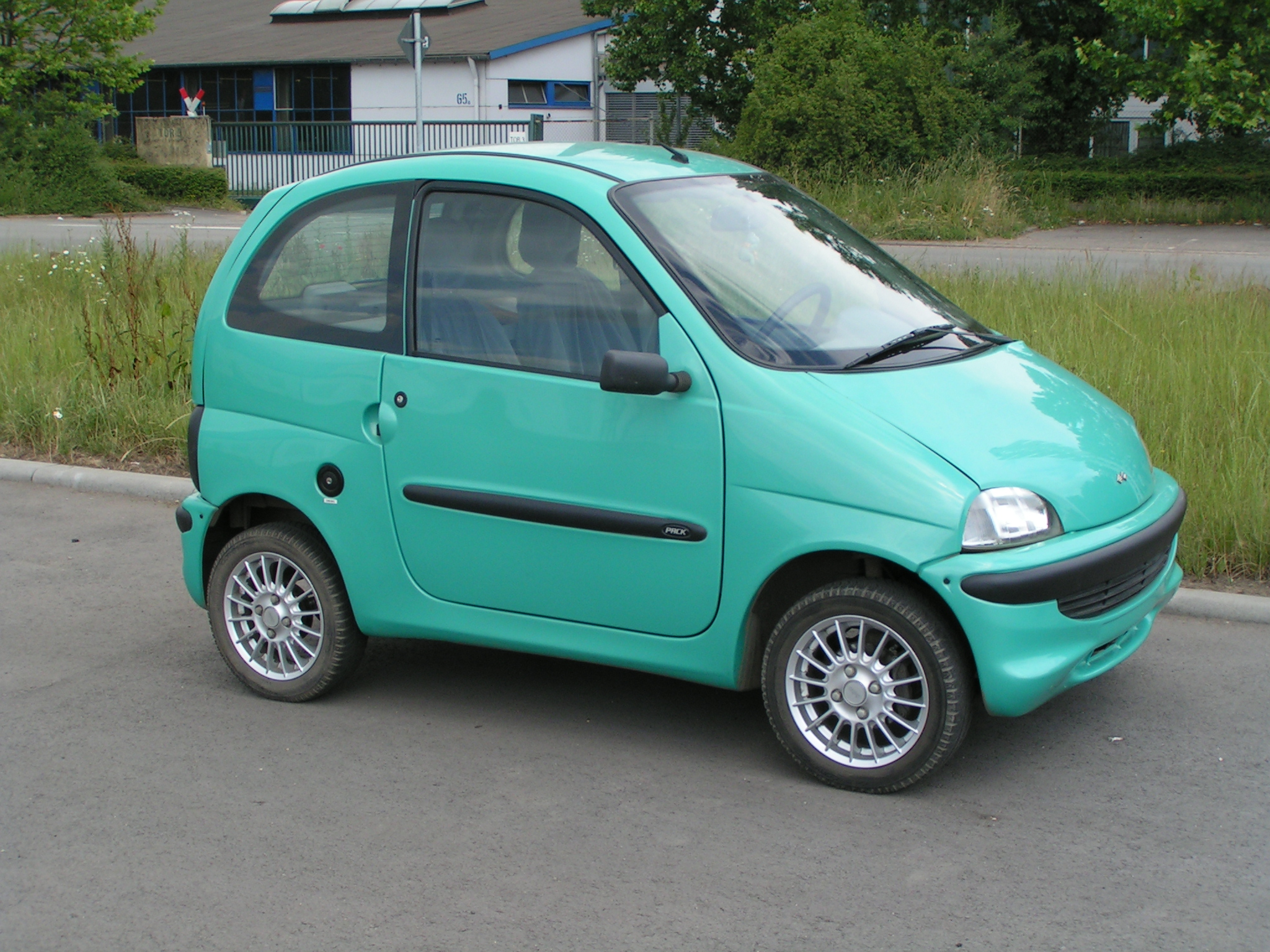
Ligier Nova.
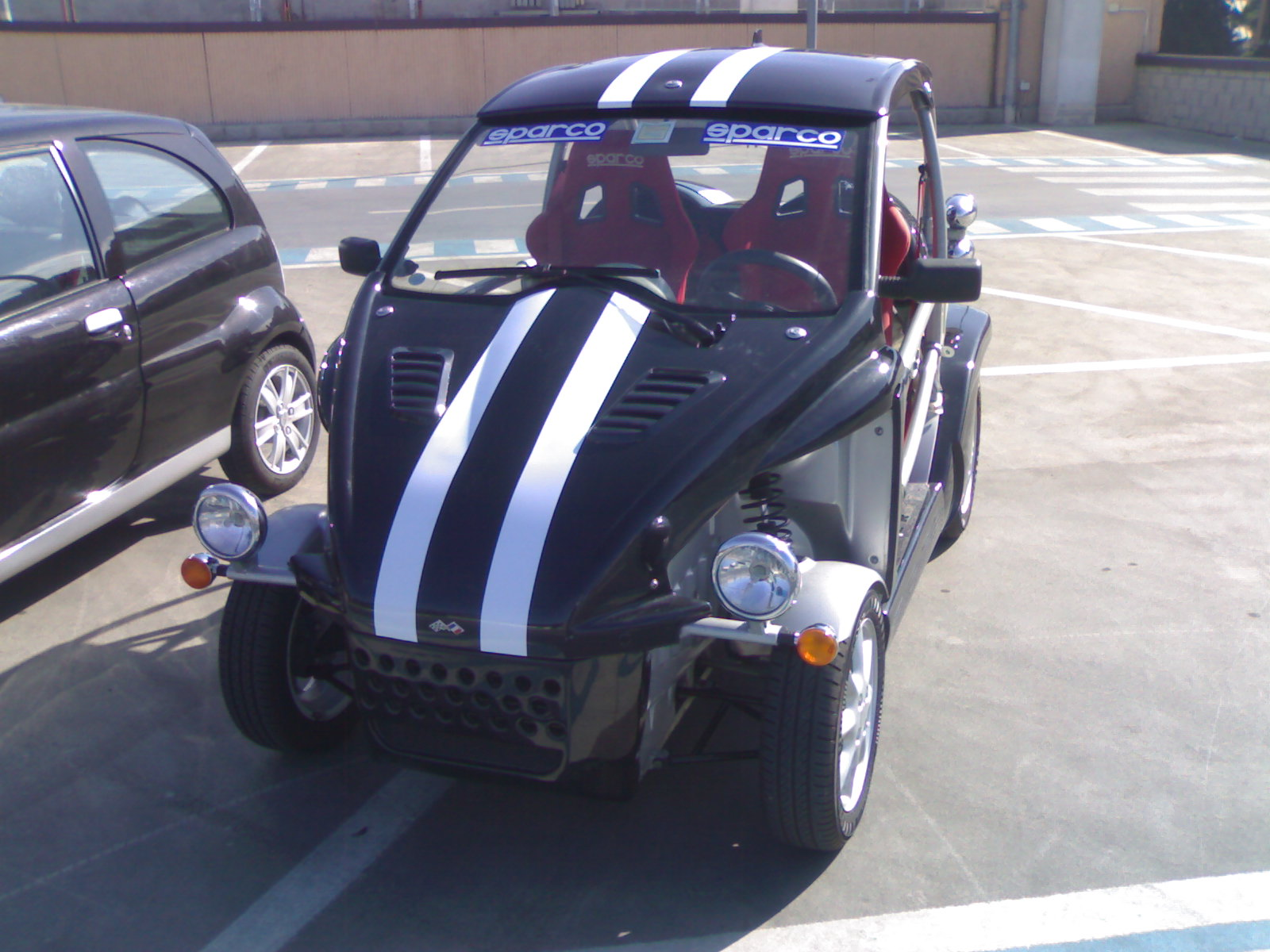
Ligier Be Up.
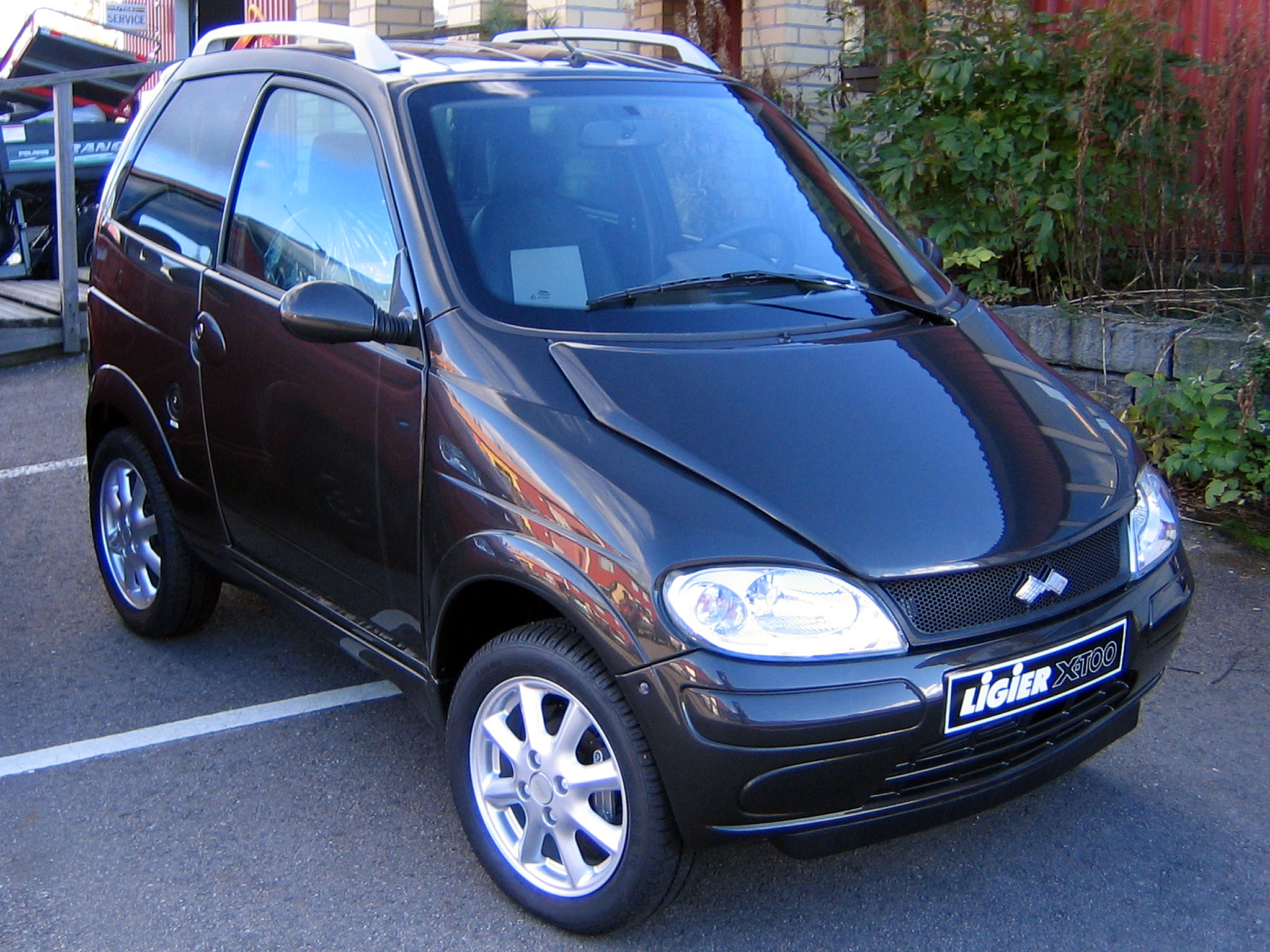
Ligier X-Too.
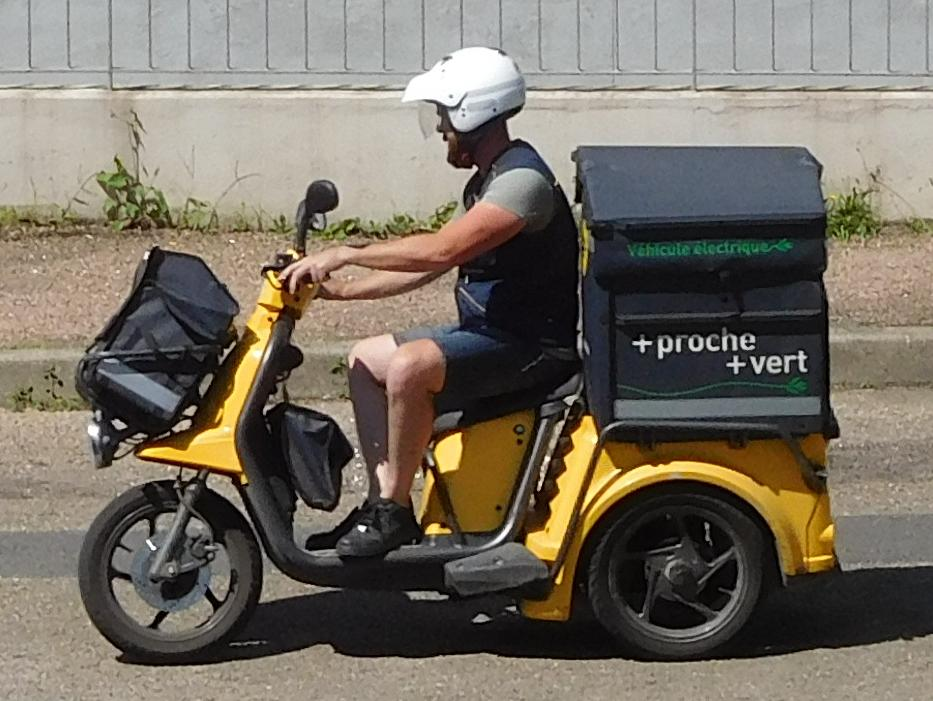
Ligier Staby pour La Poste.

## Résultats en championnat du monde de Formule 1
| Saison | Écurie                          | Châssis                              | Moteur                    | Pneus    | Pilotes                                                                 | Grands Prix disputés | Points inscrits | Classement |
| ------ | ------------------------------- | ------------------------------------ | ------------------------- | -------- | ----------------------------------------------------------------------- | -------------------- | --------------- | ---------- |
| 1976   | Ligier Gitanes                  | Ligier JS5                           | Matra V12                 | Goodyear | Jacques Laffite                                                         | 16                   | 20              | 6e         |
| 1977   | Ligier Gitanes                  | Ligier JS7                           | Matra V12                 | Goodyear | Jacques Laffite Jean-Pierre Jarier                                      | 17                   | 18              | 8e         |
| 1978   | Ligier Gitanes                  | Ligier JS7 Ligier JS9                | Matra V12                 | Goodyear | Jacques Laffite                                                         | 16                   | 19              | 6e         |
| 1979   | Ligier Gitanes                  | Ligier JS11                          | Ford-Cosworth V8          | Goodyear | Jacques Laffite Patrick Depailler Jacky Ickx                            | 15                   | 61              | 3e         |
| 1980   | Équipe Ligier Gitanes           | Ligier JS11/15                       | Ford-Cosworth V8          | Goodyear | Jacques Laffite Didier Pironi                                           | 14                   | 66              | 2e         |
| 1981   | Équipe Talbot Gitanes           | Ligier JS17                          | Matra V12                 | Michelin | Jacques Laffite Jean-Pierre Jarier Patrick Tambay Jean-Pierre Jabouille | 15                   | 44              | 4e         |
| 1982   | Équipe Talbot Gitanes           | Ligier JS17 Ligier JS17B Ligier JS19 | Matra V12                 | Michelin | Jacques Laffite Eddie Cheever                                           | 15                   | 20              | 8e         |
| 1983   | Équipe Ligier Gitanes           | Ligier JS21                          | Ford-Cosworth V8          | Michelin | Jean-Pierre Jarier Raul Boesel                                          | 15                   | 0               | Non classé |
| 1984   | Ligier Loto                     | Ligier JS23                          | Renault V6 turbo          | Michelin | François Hesnault Andrea De Cesaris                                     | 16                   | 3               | 10e        |
| 1985   | Équipe Ligier                   | Ligier JS25                          | Renault V6 turbo          | Pirelli  | Jacques Laffite Andrea De Cesaris Philippe Streiff                      | 15                   | 23              | 6e         |
| 1986   | Équipe Ligier                   | Ligier JS27                          | Renault V6 turbo          | Pirelli  | Jacques Laffite René Arnoux Philippe Alliot                             | 16                   | 29              | 5e         |
| 1987   | Ligier Loto                     | Ligier JS29B Ligier JS29C            | Megatron 4 en ligne turbo | Goodyear | René Arnoux Piercarlo Ghinzani                                          | 15                   | 1               | 11e        |
| 1988   | Ligier Loto                     | Ligier JS31                          | Judd V8                   | Goodyear | René Arnoux Stefan Johansson                                            | 14                   | 0               | Non classé |
| 1989   | Ligier Loto                     | Ligier JS33                          | Ford-Cosworth V8          | Goodyear | René Arnoux Olivier Grouillard                                          | 14                   | 3               | 13e        |
| 1990   | Ligier Gitanes                  | Ligier JS33B                         | Ford-Cosworth V8          | Goodyear | Philippe Alliot Nicola Larini                                           | 16                   | 0               | Non classé |
| 1991   | Ligier Gitanes                  | Ligier JS35 Ligier JS35B             | Lamborghini V12           | Goodyear | Érik Comas Thierry Boutsen                                              | 16                   | 0               | Non classé |
| 1992   | Ligier Gitanes Blondes          | Ligier JS37                          | Renault V10               | Goodyear | Érik Comas Thierry Boutsen                                              | 16                   | 6               | 7e         |
| 1993   | Ligier Gitanes Blondes          | Ligier JS39                          | Renault V10               | Goodyear | Martin Brundle Mark Blundell                                            | 16                   | 23              | 5e         |
| 1994   | Ligier Gitanes Blondes          | Ligier JS39B                         | Renault V10               | Goodyear | Éric Bernard Olivier Panis Franck Lagorce Johnny Herbert                | 16                   | 13              | 6e         |
| 1995   | Ligier Gitanes Blondes          | Ligier JS41                          | Mugen-Honda V10           | Goodyear | Olivier Panis Aguri Suzuki Martin Brundle                               | 17                   | 24              | 5e         |
| 1996   | Équipe Ligier Gauloises Blondes | Ligier JS43                          | Mugen-Honda V10           | Goodyear | Olivier Panis Pedro Diniz                                               | 16                   | 15              | 6e         |

## Palmarès des pilotes de Ligier
| Pilotes               | Grand Prix disputés | Victoires | Podiums | Points inscrits | Pole positions | Meilleur tour en course |
| --------------------- | ------------------- | --------- | ------- | --------------- | -------------- | ----------------------- |
| Jacques Laffite       | 132                 | 6         | 31      | 206             | 7              | 6                       |
| René Arnoux           | 53                  | 0         | 0       | 17              | 0              | 0                       |
| Olivier Panis         | 49                  | 1         | 3       | 38              | 0              | 0                       |
| Thierry Boutsen       | 32                  | 0         | 0       | 2               | 0              | 0                       |
| Érik Comas            | 28                  | 0         | 0       | 4               | 0              | 0                       |
| Martin Brundle        | 27                  | 0         | 2       | 20              | 0              | 0                       |
| Andrea De Cesaris     | 27                  | 0         | 0       | 6               | 0              | 0                       |
| Philippe Alliot       | 21                  | 0         | 0       | 1               | 0              | 0                       |
| Jean-Pierre Jarier    | 18                  | 0         | 0       | 0               | 0              | 0                       |
| Mark Blundell         | 16                  | 0         | 2       | 10              | 0              | 0                       |
| Pedro Diniz           | 16                  | 0         | 0       | 2               | 0              | 0                       |
| Nicola Larini         | 16                  | 0         | 0       | 0               | 0              | 0                       |
| François Hesnault     | 15                  | 0         | 0       | 0               | 0              | 0                       |
| Didier Pironi         | 14                  | 1         | 5       | 32              | 2              | 2                       |
| Eddie Cheever         | 14                  | 0         | 3       | 15              | 0              | 0                       |
| Piercarlo Ghinzani    | 14                  | 0         | 0       | 0               | 0              | 0                       |
| Éric Bernard          | 13                  | 0         | 1       | 4               | 0              | 0                       |
| Raul Boesel           | 13                  | 0         | 0       | 0               | 0              | 0                       |
| Olivier Grouillard    | 12                  | 0         | 0       | 1               | 0              | 0                       |
| Stefan Johansson      | 10                  | 0         | 0       | 0               | 0              | 0                       |
| Jacky Ickx            | 8                   | 0         | 0       | 3               | 0              | 0                       |
| Patrick Tambay        | 8                   | 0         | 0       | 0               | 0              | 0                       |
| Patrick Depailler     | 7                   | 1         | 2       | 22              | 0              | 1                       |
| Aguri Suzuki          | 5                   | 0         | 0       | 1               | 0              | 0                       |
| Philippe Streiff      | 4                   | 0         | 1       | 4               | 0              | 0                       |
| Jean-Pierre Jabouille | 3                   | 0         | 0       | 0               | 0              | 0                       |
| Franck Lagorce        | 2                   | 0         | 0       | 0               | 0              | 0                       |
| Johnny Herbert        | 1                   | 0         | 0       | 0               | 0              | 0                       |